# Cantó de Montguyon
El cantó de Montguyon és un cantó francès del departament del Charente Marítim, situat al districte de Jonzac. Té 14 municipis i el cap és Montguyon.

## Municipis
- La Barde
- Boresse-et-Martron
- Boscamnant
- Cercoux
- Clérac
- La Clotte
- Le Fouilloux
- La Genétouze
- Montguyon
- Neuvicq
- Saint-Aigulin
- Saint-Martin-d'Ary
- Saint-Martin-de-Coux
- Saint-Pierre-du-Palais

| Data d'elecció                           | Identitat           | Partit                     | Qualitat |
| ---------------------------------------- | ------------------- | -------------------------- | -------- |
| 1945-1977                                | Daniel Daviaud      | Radical, després MRG       |          |
| 1977-1988                                | Paul Boisvert       | Sense etiqueta             |          |
| 1988-2008                                | Pierre-Jean Daviaud | MRG, després Divers gauche |          |
| 2008-                                    | Francis Savin       | Divers droite              |          |
| les dades anteriors no són pas conegudes |                     |                            |          |
|                                          |                     |                            |          |

| A partir de 1990: Població sense dobles comptes |